# CodeGuru
CodeGuru ([kɔd ɡʊ.ɹuː]) – portal internetowy społeczności programistów .NET. Zrzeszał ponad 60 000 programistów z Polski, którzy za pośrednictwem portalu mogli zdobywać informacje na temat technologii związanych z programowaniem.
Portal zakończył działalność w 2017 roku.

## Zawartość portalu
Oprócz rozbudowanego działu aktualności, na portalu CodeGuru można było znaleźć informacje o nadchodzących wydarzeniach, m.in. spotkaniach grup .NET w Polsce oraz otwartych spotkaniach online organizowanych przez redakcję portalu. Do dyspozycji użytkowników było także forum.

## Club Online
ClubOnline to program, który miał na celu wynagradzanie użytkowników portalu CodeGuru za aktywność. Zarejestrowani użytkownicy, którzy udzielali się na stronie oraz w grupach "offline", mogli otrzymać punkty wymieniane potem na nagrody takie jak kursy, vouchery na egzaminy oraz wyjazdy na konferencje. 